# James Ward (pintor)
James Ward (Londres, 23 de octubre de 1769-Cheshunt, Hertfordshire, Inglaterra; 17 de noviembre de 1859) fue un pintor inglés, particularmente de animales y grabador de obras de arte.

## Biografía
Nació en Londres, y era hermano menor de William Ward, el grabador. James Ward fue influenciado por muchas personas, pero su carrera se divide básicamente en dos períodos: hasta 1803, su influencia más grande fue su único cuñado George Morland a partir de ese momento, fue Peter Paul Rubens. Desde 1810 más o menos, William comenzó a pintar paisajes con caballos, y un poco más tarde, se volvió a los paisajes de gran tamaño, de los cualesGordale Scar(que hoy se encuentra en la Galería Tate, en Londres), fue terminado en 1814 o 1815 y representa la Grieta de Gordale Scar en (Yorkshire), que es considerada su obra maestra y una de las obras de arte más sublimes del Romanticismo de toda Inglaterra.

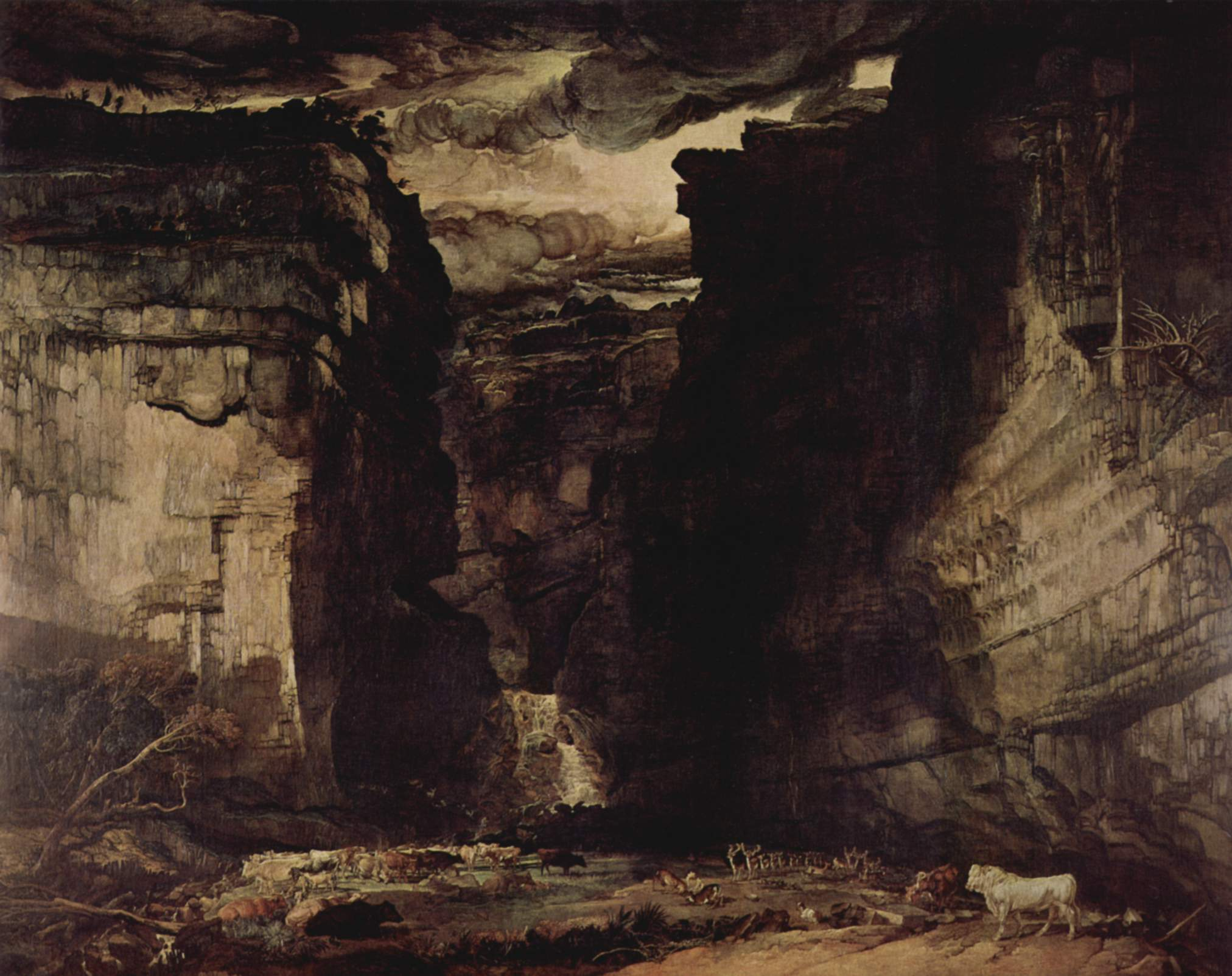
Gordale Scar

James Ward dedicó gran parte del período comprendido entre los años 1815 al 1821 a la creación de una obra gigantesca titulada Alegoría de Waterloo (hoy perdida), la cual, se sabe que finalmente no fue tan apreciada ni valuada como Ward hubiera querido. Esta experiencia sumado a la muerte de su primera esposa y una hija entre otras tragedias, provocaron que James padeciera de una profunda depresión. 
Como muchos artistas de la época, Ward acostumbraba a tomar encargos por parte de nobles y ricos de la época para retratar sus caballos favoritos, sus perros de caza y sus hijos.

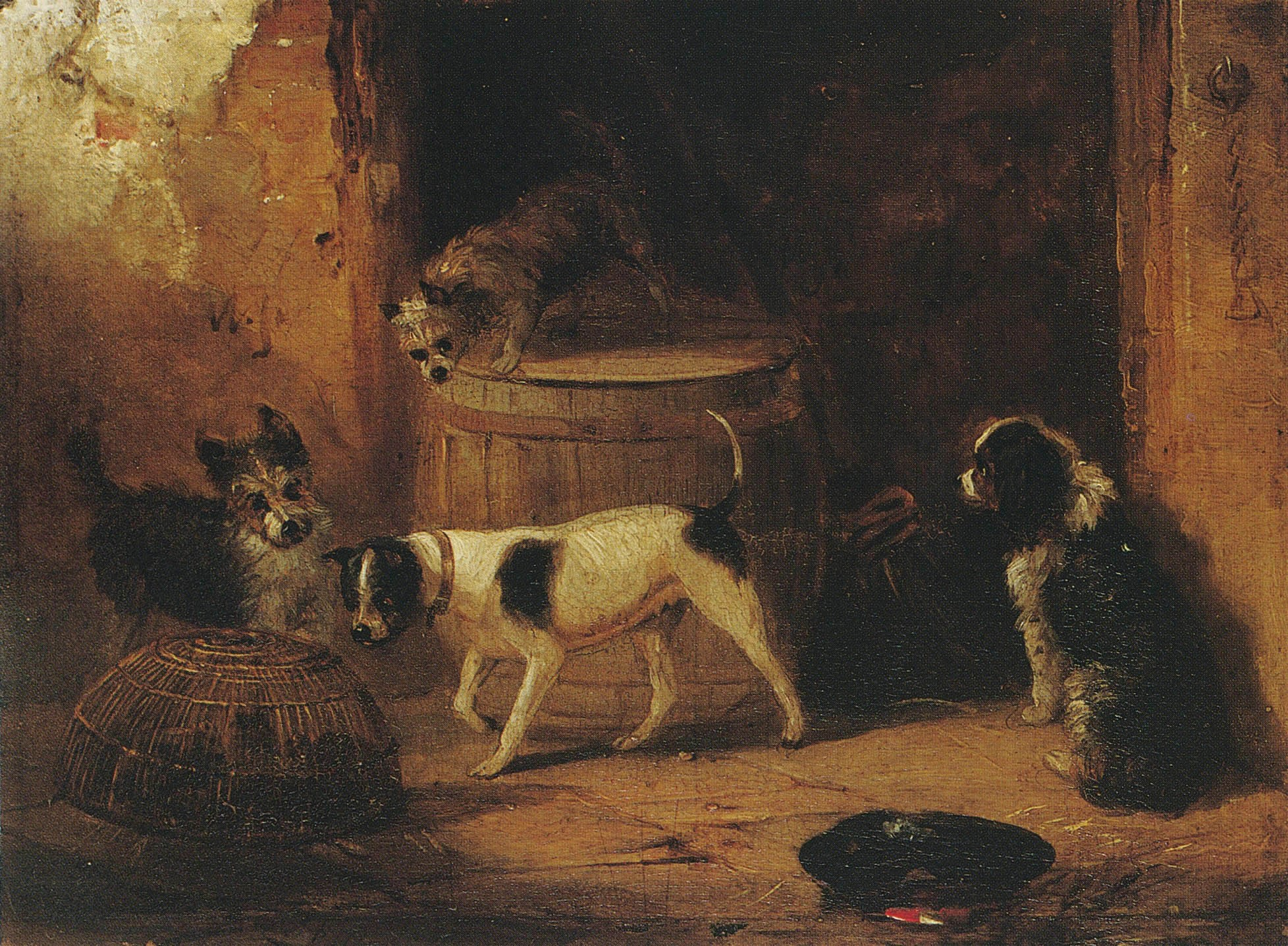
Perros ratoneros - James Ward

Una de estas familias que Ward pintó y dibujo en repetidas ocasiones, y que contaba entre sus amigos, fueron los Levett de Wychnor Hall o Wynchnor Park, en Staffordshire. Uno de los mejores retratos conocidos de Ward era el de "Theóphilus Levett de la caza en Wychnor, Staffordshire" del año 1817. 
Otro de sus trabajos destacados lo realizó en el año 1811 titulado “El Reverendo Thomas Levett y sus perros favoritos” fue 
Another was Ward's 1811 painting entitled "The Reverend Thomas Levett and His Favourite Dogs, cazando" James también pintó una serie de retratos de tres niños de Levett: John, Theophilus and Frances Levett. (Para ver estas obras vea el enlace de la página del Centro de Arte Británico de Yale)
En 1830, james Ward se mudó a Cheshunt en (Hertfordshire) junto con su segunda esposa, y continuó trabajando, particularmente sobre temas relacionados con la religión. Un accidente cerebrovascular en 1855 terminó su trabajo, y murió en la pobreza.
James Ward fue uno de los artistas más destacados de la época, su estilo singular y gran habilidad lo puso por encima de la mayoría de sus contemporáneos, e incluso influyó notoriamente en el desarrollo del arte británico. Es considerado como uno de los mejores pintores de animales de su tiempo. James también produjo cuadrosrelacionados a hechos históricos, retratos, paisajes y obras de género. Empezó como un grabador, formado por William, quien más tarde grabao gran parte de su trabajo. La asociación de William y James Ward produjo lo mejor que el arte Inglés tenía que ofrecer, su gran habilidad técnica y el arte con que han conducido a las imágenes que reflejan la gracia y el encanto de la época. Fue admitido como miembro de la Real Academia en 1811.

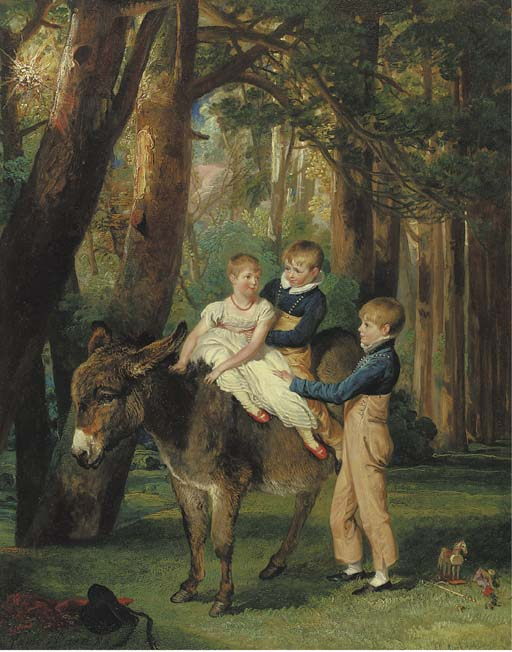
Los niños de Levett.(John, Theophilus y Frances Levett), Wychnor, Staffordshire, noviembre de 1811

Una de la pinturas más conocidas de James Ward es “El Venado Cazado” (The Deer Stealer), el cual fue comisionado en 1823 por la suma de 500 guineas por Theophilus Levett. Cuando el trabajo estuvo terminado, Levett se pronunció como “deleitado” por los resultados del cuadro, y consecuentemente aumentó el pago de la obra a 600 guineas. Subsecuentemente James dijo que había recibido ofertas por parte de un miembro de la nobleza de hasta 1000 guineas, oferta que al final declinó. Esta sublime obra hoy día se encuentra en la Galería Tate, en Londres.

## Su Familia
James era hijo de James(padre) y Rachael Ward. James (hijo) primero contrajo matrimonio con Charlotte Fritche, y posteriormente con Emma Louise Ward in 1807.
James Ward y Emma Louise Ward tuvieron los siguientes niños:
1. Matilda Ward
2. George Raphael Ward, b. 1798, d. 1879[8]

James Ward fue abuelo paterno de la pintora Henrietta Ward y bisabuelo de Leslie Ward, el caricaturista de la revista Vanity Fair.